# Katarzyna Milczarek
Katarzyna Milczarek   (Varsòvia, 2 de setembre de 1965) és genet de doma polonesa.
Va representar Polònia als Jocs Olímpics d'estiu de 2012 en la doma individual i per equips. L'octubre de 2022, Milczarek va ser suspès per la Federació Internacional d'Esports Eqüestres després de donar positiu per una substància prohibida en competicions a la primavera i l'estiu de 2022. També va participar en les olimpíades del 2024.